# Misia (cantante)
Misia  (ミーシャ?, Mīsha, spesso reso graficamente come MISIA), pseudonimo di Misaki Itō (Ōmura, 7 luglio 1978), è una cantautrice giapponese.

## Biografia
Da giovane si trasferisce a Tsushima, per poi studiare il piano a Fukuoka.
Nel maggio 1997 viene messa sotto contratto dalla BMG Japan, che cercava una cantante R&B. 
Debutta quindi con il singolo Tsutsumi Komu You ni...  nel febbraio 1998 e guadagna subito il successo. Il suo album di debutto Mother Father Brother Sister raggiunge la vetta della Oricon. Nel mese di novembre, sempre nel 1998, pubblica un mini-album.
Nel marzo 1999 ottiene diversi premi nell'ambito dei Japan Gold Disc Awards.
Il successivo album è Love Is the Message, che esce nel gennaio 2000 e, come il precedente, raggiunge la vetta della classifica e vende oltre 2 milioni di copie.
Questo disco contiene uno dei brani di MISIA più conosciuti, ossia Everything. 
Nel 2001 canta con i Dreams Come True in un album collaborativo. 
Nello stesso anno esce il suo terzo album Marvelous, anche questo ottiene il successo.
Nel 2002 l'artista cambia etichetta e passa alla Rhythmedia Tribe (affiliata della Avex), che pubblica una raccolta nel marzo seguente. A distanza di poco tempo pubblica il quarto album Kiss in the Sky.
La sua popolarità rimane intatta nel corso degli anni, anzi si accresce considerando che l'artista prende parte a progetti diversi da quelli musicali: collabora in film, videogiochi e serie TV, ma non a trasmissioni televisive per sua stessa volontà.
Nell'agosto 2003 esce Kokoro Hitotsu, che fa riferimento al film Dragon Head. Segue il doppio A-side In My Soul/Snow Song from Mars & Roses, quindi la seconda raccolta discografica.
Nel febbraio 2004 pubblica il quarto album, registrato tra Londra, Tokyo e New York e prodotto da Keith Crouch. Il disco raggiunge il terzo posto in classifica.
Nel dicembre seguente pubblica un altro album Singer for Singer, contenente diverse collaborazioni.
Nel 2004 diventa la prima artista femminile giapponese ad esibirsi nei cinque principali stadi giapponesi (Tokyo Dome, Nagoya Dome, Osaka Dome, Sapporo Dome e Fukuoka Dome), con circa 370.000 spettatori in 7 concerti.
Nel luglio 2006 pubblica un album celebrativo del quinto anniversario del Tokyo Disney Resort. Nel febbraio 2007 pubblica invece il suo settimo album, l'ultimo per la Rhytmedia Tribe.
Nei mesi seguenti decide di ritornare alla BMG.
Con il produttore Satoshi Shimano pubblica l'album Eighth World.
Dal marzo 2008 tiene diversi concerti in tutta l'Asia (Corea del Sud, Singapore, Hong Kong, Cina e ovviamente Giappone). Nel maggio seguente partecipa ad un concerto-evento tenutosi a Yokohama e chiamato One For All, con Bono, Youssou N'Dour, Juanes e Sadao Watanabe.
Sempre nel 2008 pubblica diversi singoli e remix.
Alla fine del 2009 pubblica il suo nono album Just Ballade. Questo è il primo album pubblicato per la Ariola.
Nel tour del 2010 intitolato "Hoshizora no Live VI" si esibisce all'aperto e all'interno delle foreste per aumentare la consapevolezza sulla biodiversità.
In occasione del Campionato mondiale di calcio 2010 in Sudafrica, Misia registra la canzone "Maware Maware" e la eseguie a Johannesburg prima della partita Giappone-Camerun. Per l'Anno internazionale della biodiversità scrive la canzone "Life in Harmony", scelta dalla Convenzione sulla diversità biologica come canzone ufficiale.
Nel 2011 Misia registra la canzone "Ashita e" per raccogliere fondi per le vittime del terremoto e maremoto del Tohoku e "Kioku", il primo singolo ufficiale in quasi un anno e mezzo. I due brani, insieme a "Maware Maware" e "Life in Harmony" vengono inclusi nel suo decimo album in studio, Soul Quest. L'album successivo è un album di cover, Misia no Mori: Forest Covers, che include una cover di "Smile" di Charlie Chaplin usata come sigla del film Friends: Mononokejima no Naki.
Nel 2012 Misia si esibisce a Washington alla cerimonia di apertura del centenario del National Cherry Blossom Festival, che celebra le relazioni diplomatiche fra Giappone e Stati Uniti d'America, cantando le canzoni "Everything", "Ashita e", e un medley di "Maware Maware" e "Can't Take My Eyes Off You". La sua presenza è un ringraziamento per l'aiuto offerto dagli Stati Uniti per aiutare con la ricostruzione dopo il terremoto del 2011. Alla fine dell'anno Misia partecipa alla 63ª edizione del Kōhaku Uta Gassen di NHK esibendosi in diretta dal deserto del Namib in Namibia, cantando "Everything" e "Ashita e".
Nel 2013, per il 15º anniversario, Misia pubblica un album triplo, Super Best Records: 15th Celebration, che contiene 45 tracce rimasterizzate. Fra queste i singoli "Koi wa Owaranai Zutto", "Deepness" e "Back in Love Again", insieme alla nuova traccia " Vacanza". Misia pubblica anche un cofanetto Blu-ray di accompagnamento intitolato THE TOUR OF MISIA BOX Blu-ray 15th Celebration, contenente 11 dischi, dieci dei quali sono edizioni Blu-ray dei suoi DVD precedenti e l'undicesimo è una versione Blu-ray rimasterizzata della VHS del suo primo tour.
Il 23 luglio 2021 Misia ha cantato Kimi ga yo, l'inno nazionale giapponese, in occasione dell'apertura delle Olimpiadi del 2020.

## Filantropia
MISIA si impegna molto in opere umanitarie. Spesso si reca in Africa (Mali, Kenya, Malawi) per progetti di solidarietà.
Nel marzo 2010 è stata insignita dalle Nazioni Unite con il titolo di Ambasciatrice Onoraria per l'incoraggiamento all'educazione ed alla biodiversità. Tiene inoltre concerti in spazi aperti come le foreste proprio per incoraggiare la sensibilità nei confronti dell'ambiente. Ha anche pubblicato un album live (Hoshizora no Live), i cui fondi sono stati devoluti in progetti del Segretariato per la Convenzione sulla Biologica Diversità.
Nel 2011 ha realizzato la canzone "Ashita e", i cui ricavati sono stati devoluti alle popolazioni colpite dal terremoto e maremoto del Tohoku. Sempre in relazione a quella calamità nel 2012 si è esibita alla cerimonia di apertura del centenario del National Cherry Blossom Festival di Washington. Nel 2023 il suo brano "Kibō no Uta" (Song of Hope) è stato scelto dal due volte campione olimpico di pattinaggio Yuzuru Hanyū per lo show Notte stellata, dedicato alla memoria dell'evento e alla ricostruzione.

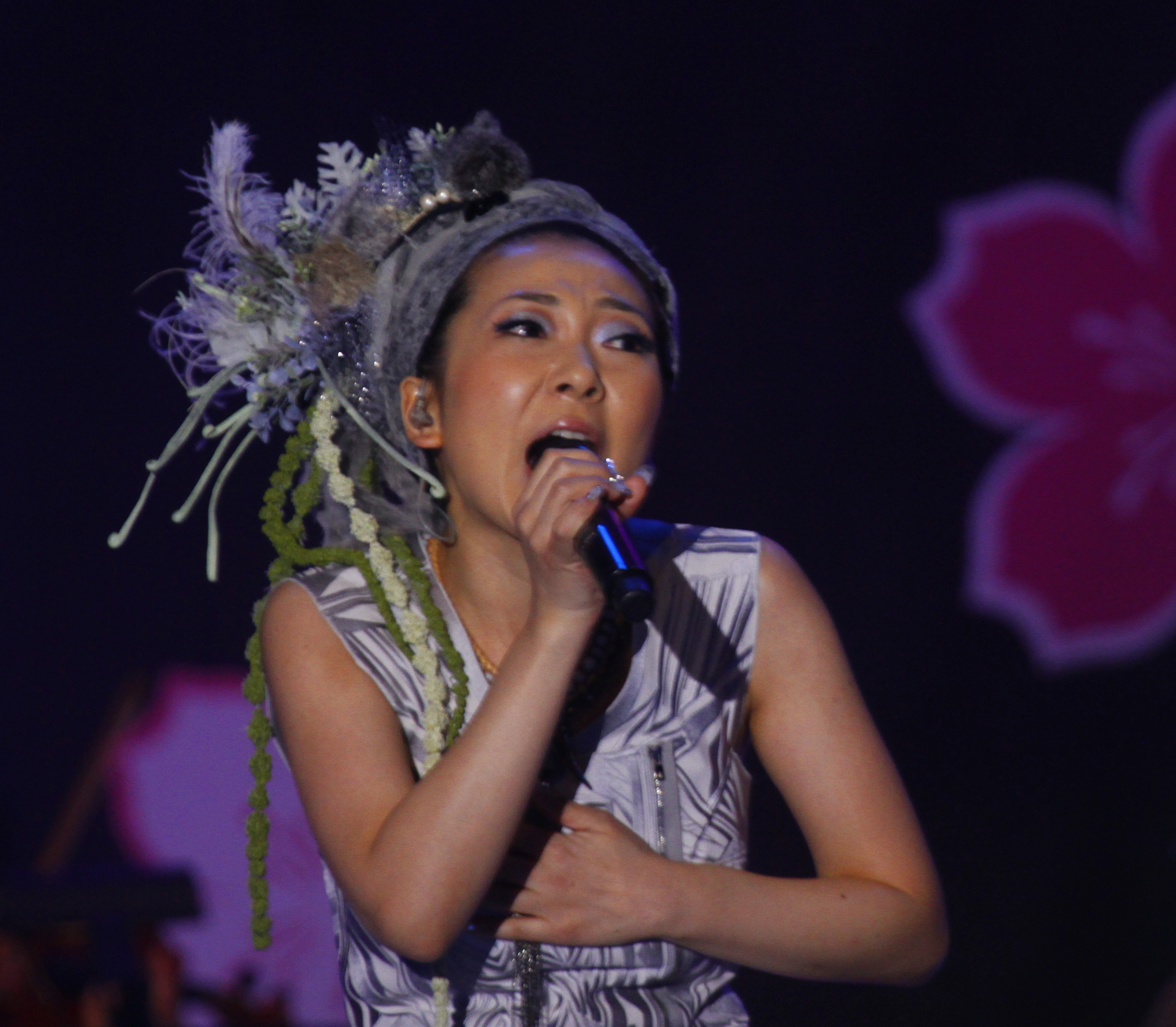
MISIA in concerto a Washington nel 2012

## Discografia
Tra parentesi viene riportata la posizione massima raggiunta dall'album nella classifica Oricon

### Album studio
- 1998 - Mother Father Brother Sister (#1)
- 2000 - Love Is the Message) (#1)
- 2001 - Marvelous (#1)
- 2002 - Kiss in the Sky (#1)
- 2004 - Mars & Roses (#3)
- 2004 - Singer for Singer (#3)
- 2007 - Ascension (#2)
- 2008 - Eighth World (#3)
- 2009 - Just Ballade (#4)
- 2011 - Soul Quest (#7)
- 2014 - New Morning (#7)

### Album di cover
- 2011 - Misia no Mori: Forest Covers (#10)

### EP
- 1998 - The Glory Day (#6)

### Raccolte
- 2002 - Misia Greatest Hits (#1)
- 2003 - Misia Single Collection: 5th Anniversary (#8)
- 2004 - Misia Love & Ballads: The Best Ballade Collection (#1)
- 2013 - Super Best Records: 15th Celebration (#1)

### Album live
- 2003 - Hoshizora no Live: The Best of Acoustic Ballade (#2)

### Album remix
- 1999 - Misia Remix 1999 (#36)
- 2000 - Misia Remix 2000 Little Tokyo (#1)
- 2001 - Misia Remix 2003 Kiss in the Sky: Non Stop Mix (#3)
- 2008 - Decimo X Anniversario de Misia (#15)